# سودار

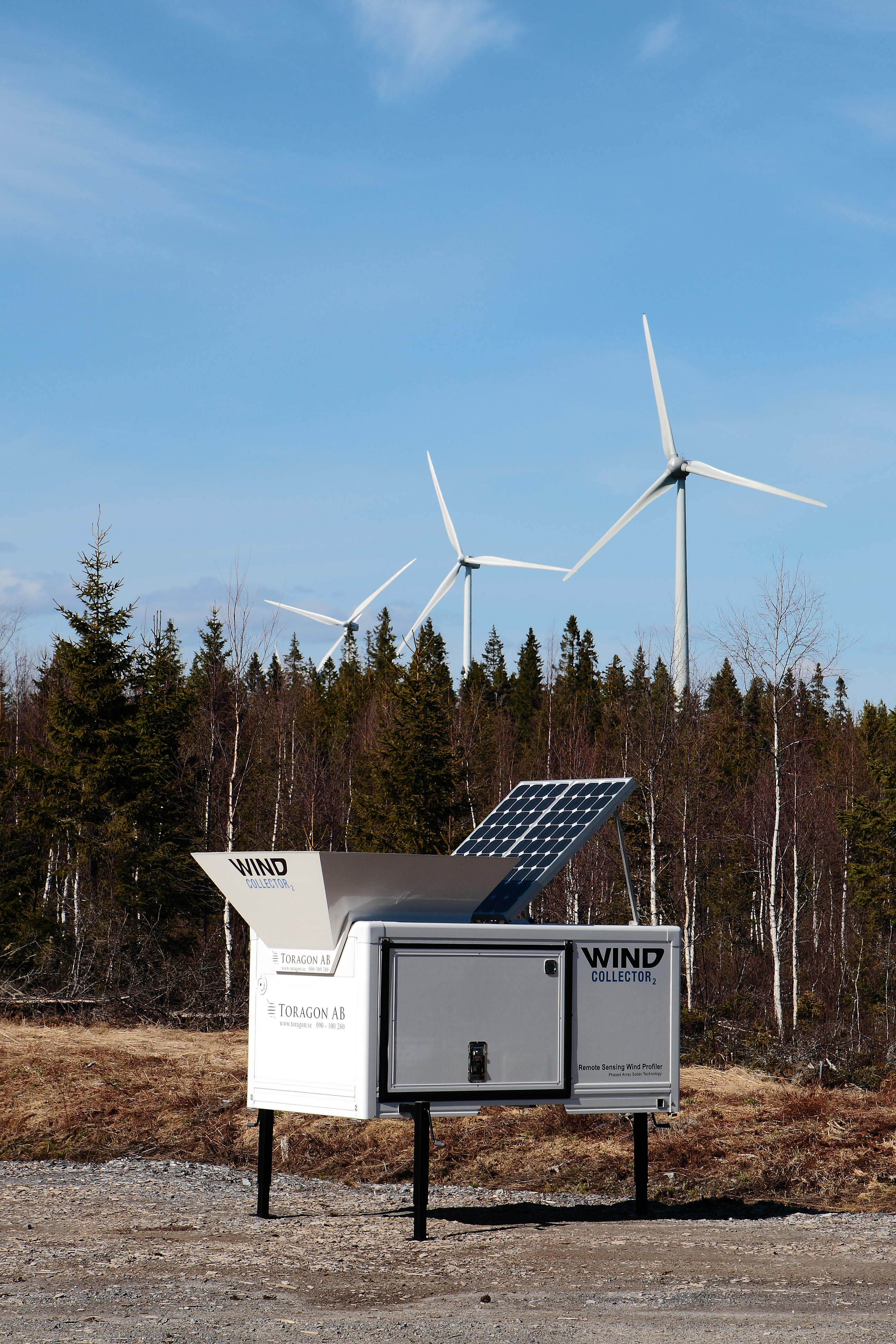
اندازه‌گیری باد با استفاده از یک سودار آرایه فازی

سودار (انگلیسی: Sodar) که سرواژه عنوان فاصله‌یابی و تشخیص صوتی (sonic detection and ranging) است، یکی از دستگاه‌ها و ابزارهای هواشناسی است که از آن به‌عنوان پایشگر نیمرخ باد و برای اندازه‌گیری پراکنش امواج صوتی ناشی از آشفتگی اتمسفر استفاده می‌شود. سامانه‌های سودار به‌منظور اندازه‌گیری سرعت باد در ارتفاع‌های مختلف بالای سطح زمین و ساختار ترمودینامیکی لایه‌های زیرین اتمسفر به‌کار می‌رود.
سودار در واقع چیزی بیش از سامانه‌های سونار نیست؛ با این تفاوت که بر خلاف سونار که در آب به‌کار می‌رود، از سودار در هوا استفاده می‌شود. به‌طور خاص، از آنجا که سامانه‌های سودار از اثر دوپلر با پیکربندی چندپرتویی برای اندازه‌گیری سرعت باد استفاده می‌کنند، بنابراین دقیقاً معادل یک زیردسته از سامانه‌های سونار در هوا هستند که به‌نام پایشگر نیمرخ جریان صوتی دوپلر (ADCP) شناخته می‌شود. از دیگر نام‌های مورد استفاده برای سودار می‌توان ژرفایاب (sounder)، ژرفایاب پژواکی (echosounder) و رادار صوتی را نام برد.